# 向汉天
向汉天（1995年11月21日—），是一名中国足球运动员，现效力中国足球超级联赛球队贵州人和。

## 俱乐部生涯
向汉天出自贵州人和青训体系，2011年曾入选“中国足协500.com星计划”前往葡萄牙留学，不过他在葡萄牙不到一个赛季就提前回到贵州人和。 2014年，向汉天被提升进入贵州人和一线队参加2014年中国足球超级联赛。 同年4月22日，他在2014年亚足联冠军联赛小组赛最后一轮上演职业生涯首秀，代表出线无望的贵州人和首发出场，最终0比5不敌西悉尼漫游者。